# نحن خمسة (مسلسل تلفزيوني)
نحن خمسة (بالهندية: हम पाँच) هو ست كوم هندي. عرض لأول مرة في التلفزيون عام 1995. استمر المسلسل حتى عام 1999. ثم عاد مرة أخرى لموسم ثاني عام 2005. واستمر حتى منتصف عام 2006. يعتبر المسلسل واحدًا من أفضل المسلسلات الكوميدية في الهندية. وهو من بطولة أشوك ساراف وفيديا بالان وراخي تاندون وبهايرافي ريتشورا وفاندانا باثاك.

## روابط خارجية
- نحن خمسة على موقع IMDb (الإنجليزية)
- نحن خمسة على موقع كينوبويسك (الروسية)
- نحن خمسة على موقع قاعدة بيانات الفيلم (الإنجليزية)